# Jacob Friedrich Schmid

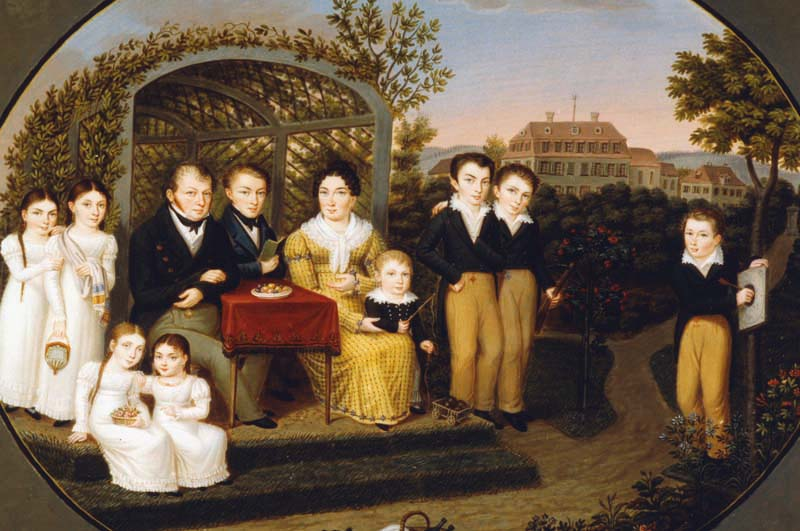
Der Bankier Jacob Friedrich Schmid mit seiner Familie vor dem Landhaus in Kriegshaber um 1820

Jacob Friedrich Schmid (* 3. September 1777 in Ebingen; † 11. Januar 1824 in Augsburg) war ein deutscher Bankier in Augsburg.

## Biographie

### Familie
Schmid entstammte einer Handwerkerfamilie von Webern und Kattundruckern und wuchs in einfachen Verhältnissen auf. Seine Eltern Jacob Friedrich Schmid und Maria Magdalena, geb. Braig, starben sehr früh. Dennoch soll er eine sehr gute Schulbildung erhalten haben. Infolge seines wirtschaftlichen Erfolgs gelang es ihm, am 24. August 1806 durch die Eheschließung mit Susanna Johanna Elisabeth von Rad, einer Tochter des Paul von Rad und dessen Ehefrau Elisabeth Jacobine, geb. Freiin Liebert von Liebenhofen, ins Augsburger Patriziat und Wirtschaftsbürgertum einzuheiraten. Aus der Ehe entstammten neun Kinder.

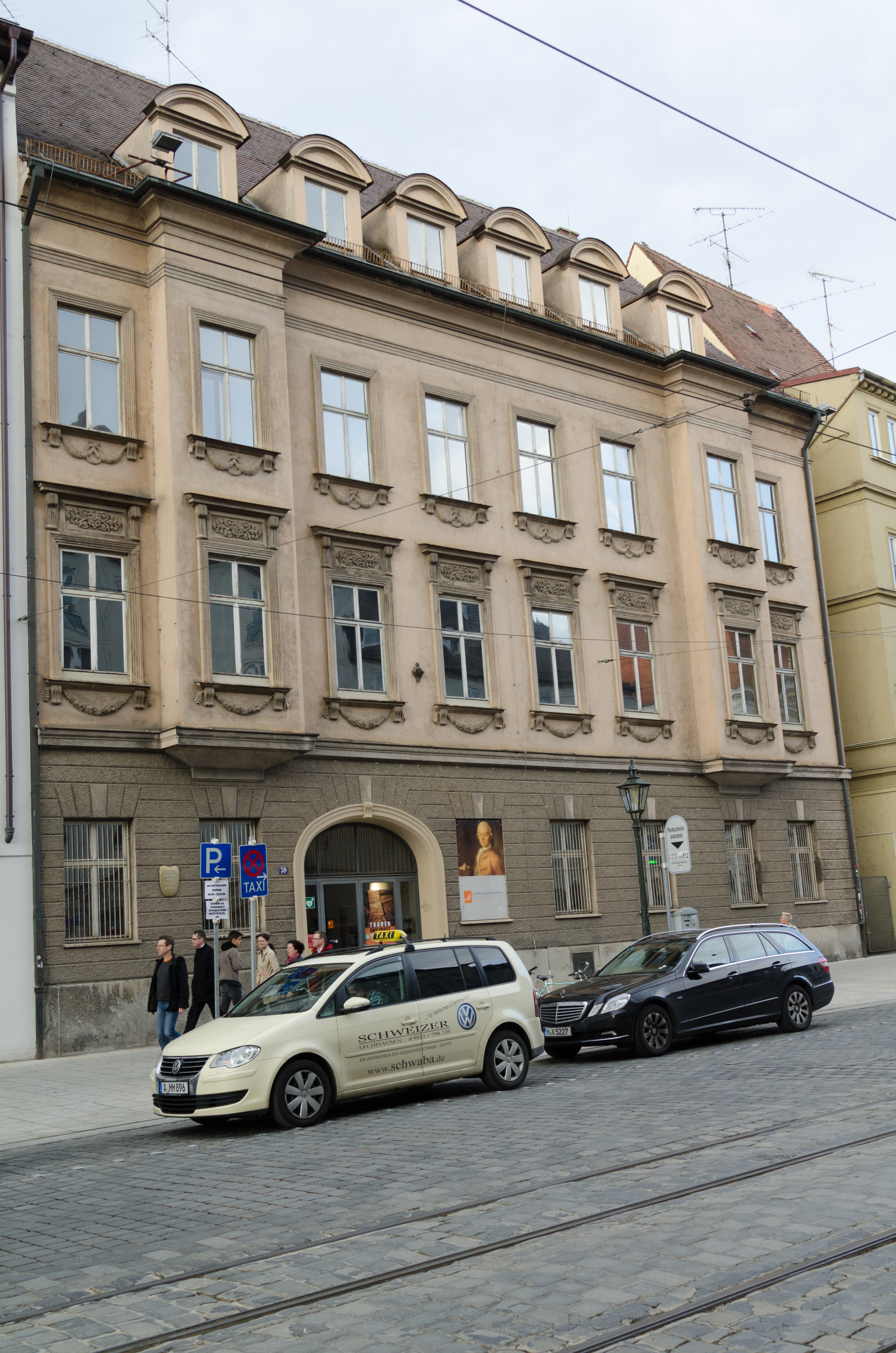
Der ehemalige Sitz des Bankhauses Erzberger & Schmid in Augsburg, Maximilianstraße 59

### Kaufmännische Tätigkeit
Seine kaufmännischen Ausbildung absolvierte Schmid in den Schweizer Städten Bern, Morges, Lausanne und zuletzt in Basel, wo er den etwa gleichaltrigen Dietrich Erzberger kennenlernte.
Am 1. November 1804 eröffneten Erzberger, Schmid und Carl Joseph Wollmuth in Augsburg ein Handelshaus, das zunächst als Erzberger & Co. firmierte. Nach dem Ausscheiden Wollmuths wurden die Bankgeschäfte ab 5. Februar 1810 unter der Firma Erzberger & Schmid fortgeführt. Neben dem ursprünglichen Firmennamen gibt es weitere Indizien dafür, dass Erzberger von Anfang an Hauptgesellschafter gewesen war. So hatte er kurze Zeit vor der Gründung der Gesellschaft eine Tochter des reichen Augsburger Kattunfabrikanten Johann Heinrich von Schüle geheiratet. Zudem gehörte er bereits 1830 zu den 10 höchstbesteuerten Bürgern Augsburgs, während der Sohn und Erbe des 1824 verstorbenen Teilhabers, Jacob Friedrich Benedict Schmid jun., nicht einmal unter den 20 Höchstbesteuerten aufscheint, obwohl auch der Verstorbene ein stattliches Vermögen hinterlassen hatte.
Über die Tätigkeit des Bankhauses in dieser Zeit ist wenig bekannt, jedoch dürfte es sich primär dem Wechselhandel zugewandt haben. Augsburg galt zu dieser Zeit als wichtigster Finanzplatz für den Geld- und Wechselhandel mit den unterschiedlichen deutschen Währungen. Das Unternehmen florierte.
Etwa 1810 ließ Schmid sich im damals vor den Stadtmauern von Augsburg liegenden Kriegshaber, Ramsbergstraße 19, ein Landgut erbauen. Das Gebäude, das unter dem Namen Franzosenhof bekannt ist, steht noch heute. Im Jahr 1812 erwarb er von seiner Schwiegermutter das stattliche Rad´sche Haus in Augsburg, Grottenau 2.
Nach Schmids Tod brach sein ältester Sohn Jacob Friedrich Benedict Schmid jun. das im Jahr 1823 an der Friedrich-Alexander-Universität Erlangen aufgenommene Studium der Rechtswissenschaften ab. Als Vorbereitung auf seinen Eintritt in das Bankhaus Erzberger & Schmid ließ er sich in der Schweiz und Italien zum Kaufmann ausbilden.

### Ehrenämter
Im Jahr 1823 wurde Schmid zum vertretenden Assessor beim Wechsel-Appellationsgericht Augsburg ernannt.